# みな殺しの歌
『みな殺しの歌　凶銃ワルサーP38』（みなごろしのうた　きょうじゅうワルサーP38）は大藪春彦が1961年に発表したハードボイルド長編小説。
1960年1月から12月まで「アサヒ芸能」に連載され、翌年に同社から単行本が第一部・第二部の二分冊で刊行。のちに第二部は『凶銃ワルサーP38』のタイトルで出版された。電子書籍化、映像化も行われている。

## あらすじ

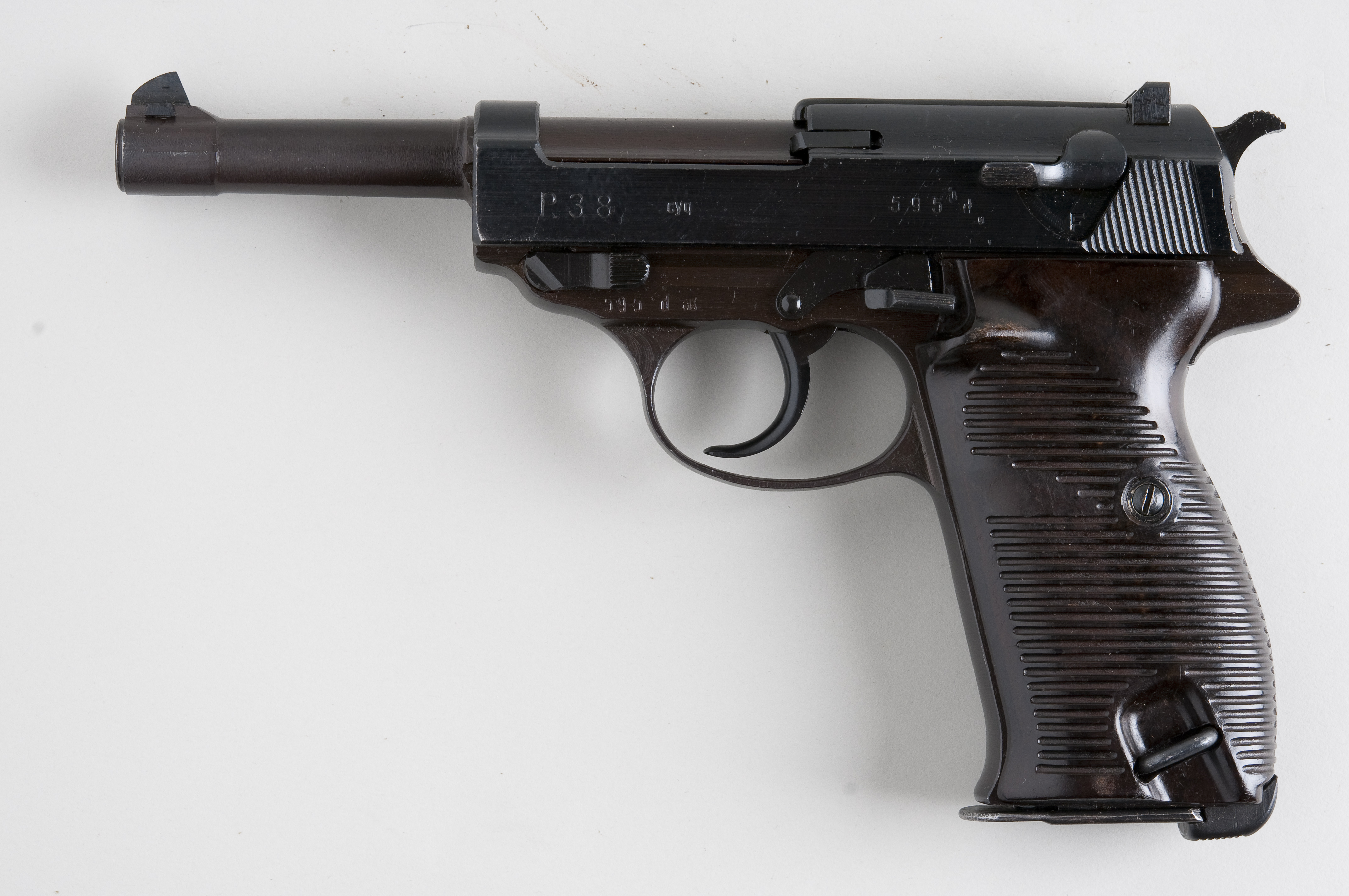
ワルサーP38

衣川恭介（ころもがわ きょうすけ）の兄は仲間と合成モルヒネの秘密工場を経営していたが、恋人真美子との婚約を機に汚い仕事から足を洗おうとした。秘密が洩れるのを恐れた仲間の7人（大村・小田・島津・高橋・坪田・船橋・三国）は兄をなぶり殺しにする。7人は麻薬工場をたたみ違う分野の仕事についていたが、衣川は兄の墓前で復讐を誓い、まず島津をナチスの凶銃ワルサーP38で殺害。次なるターゲットの三国を襲撃しようとするが、三国と仲間割れしていた田辺が三国を葬るべく差し向けた殺し屋と鉢合わせとなり、衣川は三国を取り逃がしてしまう。通報で駆け付けた警官隊に追われた衣川は、民家に押し入って同家の娘由紀子を人質に取り逃走。衣川は警察の包囲網を破り、真美子が住むアパートに行くが、真美子は田辺に拉致されていた。衣川は愛銃ワルサーP38を手に、残る6人と田辺の後ろ盾で政界の黒幕である元国務大臣増村の命を狙う。

## 登場人物
衣川恭介
新宿でバーを経営する青年。日本で客死したギャングが持っていた拳銃ワルサーP38を偶然手に入れる。
島津
品川精化の社長
三国
パチンコ屋の経営者
大村
キャバレーのオーナー
田辺
品川精化の専務取締役。元用心棒。
舟橋
共立建設の社長
増村
元国務大臣。右翼の黒幕。
真美子
恭介の兄の婚約者。キャバレーに勤めている。
中村由紀子
声楽家の娘。髪は鳶色。

## 出版履歴
※1965年刊行の徳間書店版は第二部のメインタイトルが『凶銃ワルサーP38』となっており、以後他社からの刊行分もこれに準じている。
- 1960年、アサヒ芸能に「みな殺しの歌　凶銃ワルサーP38」の題で連載[2]。挿絵は大塚清六。
- 1961年、アサヒ芸能出版より『みなごろしの歌』第一部、第二部刊行[3]。
- 1964年、東京文芸社より『みな殺しの歌』、『続みな殺しの歌 凶銃ワルサーP38』刊行。
- 1965年 - 大藪春彦ホット・ノベル・シリーズ4&5
- 1978年 - ノン・ノベル
- 1987年 - 角川文庫
- 1990年 - トクマ・ノベルズ
- 1993年 - 廣済堂
- 2007年 - 徳間文庫
- 2021年 - 光文社文庫

## メディア作品
- 劇場用映画『みな殺しの歌より 拳銃よさらば!』東宝、1960年
- 劇画『凶銃ワルサーP38』作画：佐藤まさあき 芸文社、1974年、全1巻